# Gustavo Rodrigues
Pour les articles homonymes, voir Rodrigues (homonymie).
Gustavo Cesar Rodrigues, né le 9 avril 1995 à São Paulo, est un handballeur international brésilien, jouant au poste d'arrière droit.

## Biographie
En 2015, il quitte son Brésil natal dans l'anonymat pour rejoindre le FC Porto et est alors une des révélations de la Ligue des champions 2015-16. Pourtant, c'est le championnat de France de deuxième division qu'il rejoint en 2017 en signant à l'US Créteil. En 2019, il rejoint un autre club français, le Pontault-Combault Handball qui retrouve la D2 après une saison en LNH.
2021 est pour lui l'occasion de découvrir la LNH en signant au Chambéry Savoie Mont Blanc Handball

## Palmarès

### En club
- Deuxième du championnat du Portugal en 2017
- Finaliste du championnat de France de deuxième division en 2019
- Finaliste de la Coupe de la Ligue (1) : 2022

### En équipe nationale
- 10e place au Championnat du monde junior 2015
- 9e place au Championnat du monde 2019
- Médaille d'argent au Championnat d'Am. Sud et centrale 2020
- 18e place au Championnat du monde 2021
- 10e place aux Jeux olympiques de 2020 à Tokyo